# A-7001

## Resumen
| A-7001 o Ctra. de Olías     |
| Limita con:                 |
| --------------------------- |
| La MA-24 en El Palo         |
| Y con:                      |
| La MA-3110/MA-3111 en Olías |
| Longitud:                   |
| 8,72km.                     |

## Información
La carretera andaluza A-7001 llamada la Ctra. de Olías es una carretera que une Olías (Intersección con la MA-3110/MA-3111) con El Palo (Málaga Este) (Enlace 5 de la MA-24). Su longitud es de 8,72 kilómetros de largo. En el kilómetro 7,45 hacia Málaga pasa un viaducto de la A-7 o Autovía del Mediterráneo por encima. Y en el kilómetro 8,65 hacia Málaga también pasa otro viaducto de la MA-24 o Autovía de Acceso a Málaga Este por encima.
Pertenece a la Red Complementaria de Carreteras de la Junta de Andalucía.